# Ben Clyde
Benjamin James "Ben" Clyde (Albany, Georgia; 10 de junio de 1951) es un exjugador de baloncesto estadounidense que disputó una temporada en la NBA. Con 2,01 metros de estatura, jugaba en la posición de alero.

## Trayectoria deportiva

### Universidad
Jugó durante su etapa universitaria con los Seminoles de la Universidad Estatal de Florida.

### Profesional
Fue elegido en la octogésimo novena posición del Draft de la NBA de 1974 por Boston Celtics, donde únicamente disputó 25 partidos, promediando 2,8 puntos y 1,6 rebotes, siendo despedido en el mes de marzo.
Al año siguiente realizó la pretemporada con los New York Knicks, pero fue cortado antes del inicio de la competición.

## Estadísticas de su carrera en la NBA

### Temporada regular
| Temporada | Edad | Equipo         | Liga | P  | TIT | MIN | TC  | TCA | %TC  | 3P | 3PA | %3P | TL  | TLA | %TL  | R.OF. | R.DEF. | REB | ASIS | ROB | TAP | PER | FP  | PTS |
| 1974-75   | 23   | Boston Celtics | NBA  | 25 |     | 6.3 | 1.2 | 2.9 | .431 |    |     |     | 0.3 | 0.4 | .778 | 0.6   | 1.0    | 1.6 | 0.2  | 0.2 | 0.1 |     | 1.4 | 2.8 |
| Total     |      |                | NBA  | 25 |     | 6.3 | 1.2 | 2.9 | .431 |    |     |     | 0.3 | 0.4 | .778 | 0.6   | 1.0    | 1.6 | 0.2  | 0.2 | 0.1 |     | 1.4 | 2.8 |